# Edo de Waart

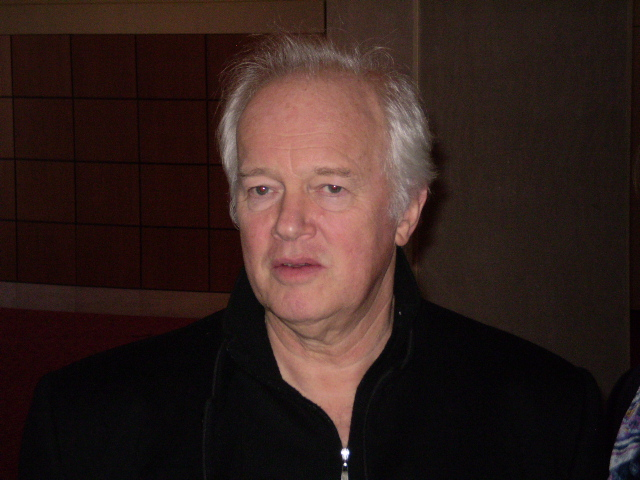
Edo de Waart

Edo de Waart AO (* 1. Juni 1941 in Amsterdam) ist ein niederländischer Dirigent.

## Leben

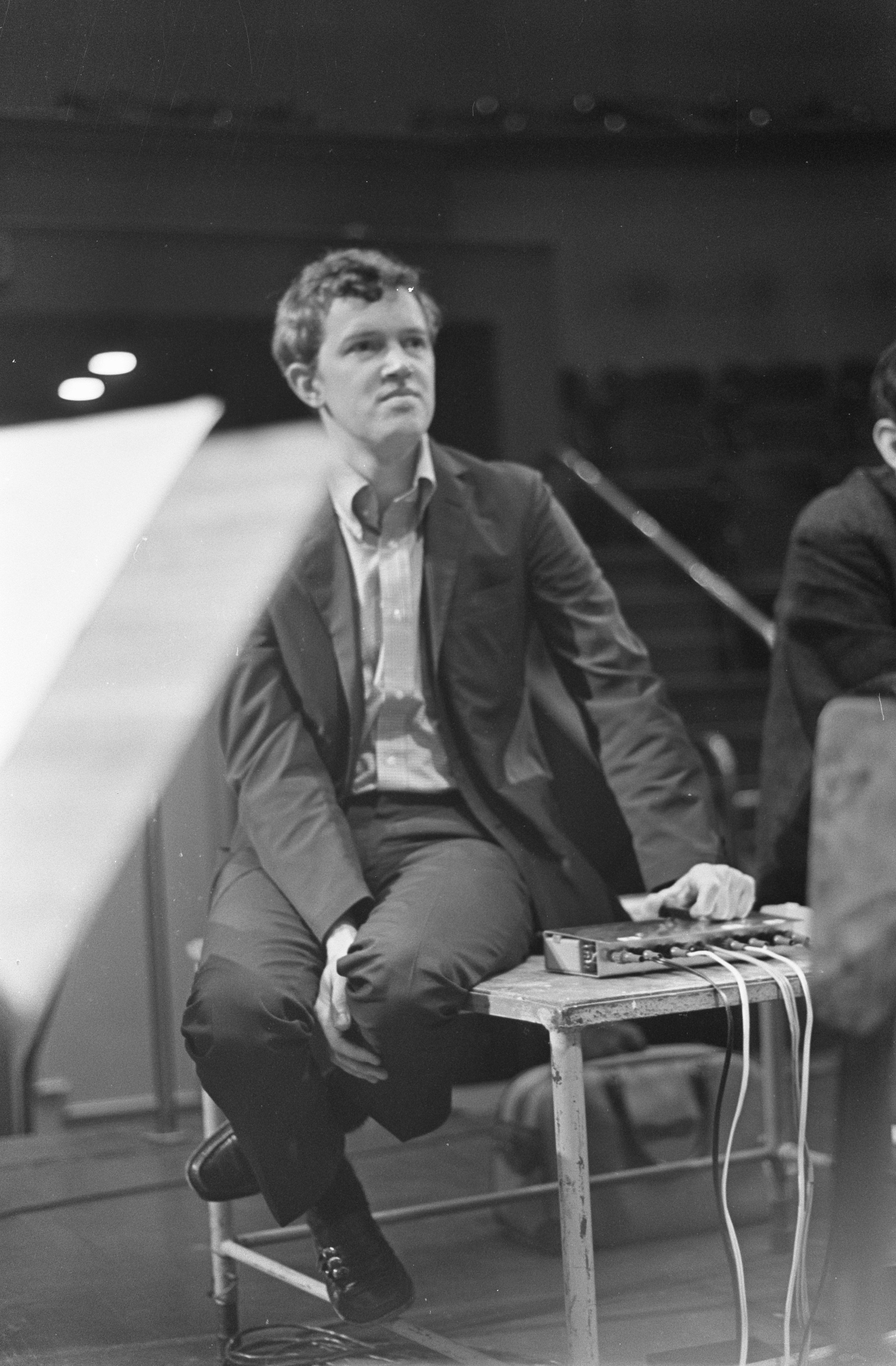
Edo de Waart (1968)

De Waart studierte Oboe, Klavier und Dirigieren am Sweelinck-Konservatorium in Amsterdam. Er schloss sein Studium 1962 ab und wurde im folgenden Jahr Oboist im renommierten Concertgebouw-Orchester. 1964, erst 23 Jahre alt, gewann er die Dimitri Mitropoulos International Music Competition in New York. Teil des Preises war, dass er ein Jahr lang Leonard Bernstein bei den New Yorker Philharmonikern assistieren durfte. Nach seiner Rückkehr in die Niederlande nahm er dieselbe Stellung unter Bernard Haitink beim Concertgebouw-Orchester ein.
Seitdem hat de Waart mit einer Reihe von Orchestern zusammengearbeitet:
- 1967 wurde er Chefdirigent des Niederländischen Bläserensembles und Dirigent des Rotterdams Philharmonisch Orkest, wo er von 1973 bis 1979 als Chefdirigent wirkte.[1]
- Sein Debüt beim San Francisco Symphony Orchestra war 1975, ein Jahr später wurde er erster Gastdirigent und von 1977 bis 1985 der musikalische Direktor des Orchesters.
- Von 1986 bis 1995 war er Chefdirigent des Minnesota Orchestra.
- Von 1989 bis 2004 war de Waart musikalischer Direktor des Radio Filharmonisch Orkest.
- De Waart war Chefdirigent und künstlerischer Berater des Sydney Symphony Orchestra von 1995 bis 2004.
- Von 1999 bis 2004 war er Chefdirigent der Nederlandse Opera.
- Von 2004 bis 2012 war er musikalischer Leiter und Chefdirigent des Hong Kong Philharmonic Orchestra.[2]
- Von 2009 bis 2017 hatte er die Position des Music Directors beim Milwaukee Symphony Orchestra inne.[3]
- Von 2011 bis 2016 war er Chefdirigent des Antwerp Symphony Orchestra.
- Von 2016 bis 2019 war er Music Director beim New Zealand Symphony Orchestra.[4]
- Seit 2019 ist er Principal Guest Dirigent beim San Diego Symphony Orchestra.[5]

Neben diesen festen Posten war und ist de Waart als Gastdirigent für führende Orchester der Welt tätig, darunter die Berliner Philharmoniker, das Gewandhausorchester Leipzig, das Philharmonia Orchestra, das Royal Philharmonic Orchestra, das Orchestre de la Suisse Romande, das Boston Symphony Orchestra, das Cleveland Orchestra, das Los Angeles Philharmonic Orchestra und das Chicago Symphony Orchestra.
De Waart hat zahlreiche Ehrenpositionen bei den Orchestern, die er vormals als Chefdirigent leitete, inne. So wurde er zum Conductor Laureate vom Antwerp Symphony Orchestra, Milwaukee Symphony Orchestra, Netherlands Radio Philharmonic Orchestra und New Zealand Symphony Orchestra berufen.

## Musikalisches Interesse
De Waart ist als Experte für Neue Musik bekannt. Er dirigierte die Premieren der meisten Werke von John Adams und machte Plattenaufnahmen von Kompositionen Adams’ wie auch von Steve Reich.
De Waart ist besonders an Oper interessiert. Er dirigierte die Premiere von John Adams’ Oper Nixon in China an der Houston Grand Opera und leitete Inszenierungen am Royal Opera House Covent Garden, bei den Bayreuther Festspielen 1979, an der Opéra Bastille, an der Metropolitan Opera und bei den Salzburger Festspielen. Er dirigierte Richard Wagners Ring des Nibelungen bisher zweimal: an der San Francisco Opera und konzertant an der Oper von Sydney.

## Aufnahmen (Auswahl)
- 1975: Kurt Weill, Sinfonien Nr. 1 und 2
- 1990: John Adams, Nixon in China
- 1991: Franz Schreker, Die Gezeichneten
- 1992: Camille Saint-Saëns, Orgelsinfonie
- 1995: Leonard Bernstein, West Side Story
- 1996: Johann Sebastian Bach, Klavierkonzerte
- 1997: Hector Berlioz, Orchesterwerke
- 1998: Richard Wagner, Tristan und Isolde
- 1999: Richard Strauss, Eine Alpensinfonie
- 2000: Ottorino Respighi, Fontane di Roma
- 2001: Gustav Mahler, Sinfonie Nr. 3
- 2002: Sergei Rachmaninoff, Klavierkonzerte Nr. 1–4
- 2003: Richard Strauss, Der Rosenkavalier
- 2004: Charles Wuorinen, Genesis
- 2005: Sergei Prokofiew, Romeo und Julia
- 2006: Sergei Rachmaninoff, Sinfonien Nr. 1–3

## Ehrungen
Edo de Waart wurde aufgrund seiner Tätigkeit in Sydney zum Honorary Officer des Order of Australia ernannt.